# Userbar
Userbars/Userbary (česky lze přeložit jako uživatelské ikonky, ale běžně se nepřekládá) jsou malé obdélníkové obrázky, primárně určené pro podpisy na diskusní fóra. Mohou být jak statické, tak animované, většinou s nějakým základním motivem a krátkým textem, který stručně charakterizuje uživatele. Userbar může vyjadřovat jaký software či hardware uživatel používá, jakou poslouchá hudbu, jaké má rád filmy, oblíbené herce, zpěváky či celebrity, nebo cokoli jiného.
Dají se vytvořit v grafických programech jako jsou Adobe Photoshop, Corel PhotoPaint, GIMP a další, nebo stáhnout již z webových stránek.

## Základní charakteristiky
Standardní userbary mívají tyto základní charakteristiky:
- Výšku 19 pixelů
- Šířku 350 pixelů
- Obrázek či grafika na pozadí
- Šikmé linky na pozadí pod úhlem 45° nebo jiný vzor
- Text (obvykle anglicky) napsaný písmem Visitor o velikosti 10 pixelů s vypnutým anti-aliasingem (vyhlazováním hran) a formátováním (tučné, kurzíva,...), s 1 pixelovým ohraničením
- Text vyjadřující uživatelův názor je obvykle ve tvaru FAN, USER, HATER, LOVER, LISTENER atp.
- 1 pixelové obtažení celého userbaru
- Bílý odlesk (většinou oválný či obdélníkový), obvykle v horní části userbaru
- Formát PNG pro dobrou kvalitu či GIF pro animace

Moderní "Extra userbary" mohou také obsahovat obrázek vyšší než 19 pixelů přesahující přes samotné tělo userbaru s průhledným zbylým pozadím. Například

## Ukázky userbarů
- Wikipedia user

- Paco de Lucia listener

- Warcraft 2 Fan

- Bicycle Cards Owner